# اپل رکوردز
اپل رکوردز (انگلیسی: Apple Records) یک شرکت ضبط موسیقی بریتانیایی است که توسط بیتلز در سال ۱۹۶۸ به عنوان بخشی از اپل کورپس تأسیس شد. در ابتدا به عنوان یک خروجی خلاق برای بیتلز، هم به صورت گروهی و هم به صورت انفرادی، به علاوه مجموعه ای از هنرمندان دیگر از جمله مری هاپکین، در نظر گرفته شد. جیمز تیلور، بدفینگر و بیلی پرستون. در عمل، در اواسط دهه ۱۹۷۰، با انتشار بیتلزهای سابق به عنوان هنرمندان انفرادی، فهرست تحت سلطه قرار گرفت. آلن کلین از سال ۱۹۶۹ تا ۱۹۷۳ این لیبل را مدیریت کرد و سپس توسط نیل آسپینال به نمایندگی از بیتلز و وارثان آنها مدیریت شد. آسپینال در سال ۲۰۰۷ بازنشسته شد و جف جونز جایگزین او شد.